# レッジャーネ
レッジャーネ（Reggiane, 正式名称：Officine Meccaniche Reggiane, オフィチーネ・メッカニケ・レッジャーネ）はイタリアの工業メーカーおよび航空機製造会社である。レジアーネとも表記される。
1904年、航空技師のジョヴァンニ・バッチスタ・カプロニが経営するカプロニ社によって設立され、鉄道、農業、航空、加工機械など多くの産業活動を行っていた。20世紀前半に航空機の設計や製造で有名になり、全金属製の単葉機「Re.2000」などの比較的機敏な単座戦闘機を手がけた。
第二次世界大戦勃発後に同社の戦闘機生産の大半はイタリア空軍に引き継がれた。しかし、ドイツ空軍、ハンガリー空軍、スウェーデン空軍などの枢軸国や中立国向けの戦闘機生産はこの時期にも行われていた。終戦後、レッジャーネは航空機の製造には手を出さず民間部門に注力し、クレーンなどの港湾設備を専門に扱うようになった。

## 歴史
エミリア＝ロマーニャ州レッジョ・エミリア県に主力工場を設立。この工場は、最盛期にはレッジョ・エミリア市の中心部に匹敵する面積を持つイタリアで4番目に大きな工場で、一度に11,000人もの従業員が働いていた。同社はこの工場を中心に様々な産業活動を行っており、国の鉄道に関わって多くの車両を製造したり、農業分野に関わって様々な食品加工機器を製造したりしていた。
1930年代に入ると、同社は航空機の生産にも乗り出した。最初に生産した航空機はP.32bisで、親会社カプロニが開発したCa.405Cをベースに開発された中型爆撃機である。しかし、経営陣はライセンス生産をするのではなく、自分たちで航空機を開発したいと考えていた。
1938年、ロベルト・ロンギとアントニオ・アレッシオが率いる設計陣は新たに開発する戦闘機として、イタリア航空省が示したR計画の要求を満たすだけでなく、それ以上のものを設計することに着手した。時間が限られていた彼らは、アメリカで開発された戦闘機をライセンス生産することも含め、さまざまな選択肢を検討したが、ジョバンニ・バッティスタ・カプロニの影響で、急いで独自設計をした。 彼らは同時代のアメリカの戦闘機P-35から着想を得たため、出来上がったRe.2000は見た目が似ていた。 この機体は同社初で、それまでイタリアの同時代機であるSM.79などで採用されていた木と金属の混合構造ではなく、全金属製であった。
1939年5月24日、レッジョ・エミリア県で、マリオ・デ・ベルナルディが操縦する試作型のRe.2000が初飛行を行った。ベルナルディによると、初期の飛行では速度や操縦性の良さがすぐに証明されたという。飛行試験が成功した後に必要とされたのは、わずかな改良だけであった。テストでは、当時生産されていた既存の戦闘機よりも優れた性能を発揮した。模擬戦闘では、低速な複葉機のCR.42だけでなく、C.200やドイツのBf109-Eとの戦いでも良好な性能を発揮した。しかし、十分な出力と高い信頼性を持つ直列エンジンが存在しないという大きなハンディキャップを抱えていたため、ライバルのC.200に対して少ししかアドバンテージを持てなかった。
第二次世界大戦中には、Re.2001、Re.2002、Re.2003、Re.2004、Re.2005、Re.2006など、後継機が次々と開発されたが、中には試作や限定生産の段階で終わってしまったものもあった。同社は、戦時中に独自のジェット推進戦闘機「Re.2007」の開発に取り組んでいたとされるが、作成された資料の信憑性には疑問が残っている。

### 戦後の活動
第二次世界大戦後、同社の工場は多くの従業員に占拠され、その間に民間市場向けの商品を生産するために改装された。同社はファントゥッツィ・レッジャーネとして、グループのファントゥッツィ社に引き継がれ、その後アメリカのテレックス社に買収された。現在はコンテナを持ち上げるためのクレーンやトロリーの製造を専門とするレッジャーネ・クレーンズ・アンド・プランツ社という名称になっている。

## 代表的な製品

### 航空機
- Reggiane Re.2000 Falco
- Reggiane Re.2001 Falco II
- Reggiane Re.2002 Ariete
- Reggiane Re.2003
- Reggiane Re.2004
- Reggiane Re.2005 Bifusoliera
- Reggiane Re.2005 Sagittario
- Reggiane Re.2006
- Reggiane Re.2007
- Reggiane Re.2008
- Caproni-Reggiane Ca.400
- Caproni-Reggiane Ca.8000

### 列車
- FS Class D.341
- FS Class E.428
- FS Class E.636
- FS Class E.656
- FS Class E.424